# Gerhard Kronberg
Gerhard Kronberg (* 29. Dezember 1913 bei Sillein, Ungarn; † 16. Januar 2001) war ein ungarischer katholischer Komponist.
Gerhard Kronberg verbrachte den Großteil seiner Jugend in Gleiwitz (Oberschlesien), wo er am Konservatorium studierte. Seine Ausbildung führte er von 1934 bis 1936 in Regensburg an der Kirchenmusikschule und schließlich in Straubing, wo er sein Examen zum Lehrer ablegte, fort.
Seit 1947 wirkte er über 30 Jahre in Nördlingen als Organist und Chorleiter an der katholischen St.-Salvator-Kirche und als Musikerzieher an der damaligen Mädchenrealschule Maria Stern, sowie am Kindergärtnerinnen-Seminar, der späteren Fachakademie für Sozialpädagogik.
Nach dem Zweiten Vatikanischem Konzil wurden in zahlreichen Diözesen, in Österreich und der Schweiz die deutschen Antiphonen und Messgesänge Gerhard Kronbergs gesungen und in die Gesangbücher, wie beispielsweise das Gotteslob, aufgenommen. Daneben schuf er eine große Anzahl geistlicher und weltlicher Kompositionen wie Sing- und Psalmenmessen, Advents- sowie Weihnachtslieder, Mariengesänge, liturgische Gesänge, Antifonen, ein Requiem, Motetten, Kantaten und weltliche Chormusik.
1998 wurde Gerhard Kronberg für seine Verdienste um die katholische Kirchenmusik mit dem päpstlichen Orden „Pro Ecclesia et Pontifice“ geehrt, der ihm vom damaligen Bischof Viktor Josef Dammertz in Augsburg überreicht wurde.
Am 16. Januar 2001 verstarb Gerhard Kronberg, der sich weit über die Grenzen Nördlingens hinaus einen Namen gemacht hat.

## Werke (Auswahl)
- "Dein Wort, Herr Jesu Christ, ist Licht"
- "Der Herr gebe uns ein fröhliches Herz"
- "Freuet euch, ihr Christen!"
- "Herr, unser Gott!"
- "Missa brevis in F"
- "Preiset Gott, den Herrn"
- "Confirma hoc deus"
- "Tu auf, tu auf, o Sünderherz", 1938

## Gesänge im Gotteslob
- "Halleluja (6. Ton)" 175,3
- "Siehe, wir kommen, kommen mit Jauchzen" 189
- "Du führst mich hinaus ins Weite" 629
- "Dein Wort, o Herr, ist Licht über meinem Pfad" Österreich-Teil 730,1
- "Ich weiß, dass mein Erlöser lebt, Halleluja" Österreich-Teil  835,1
- "Herr, du bist mein Trost, mein Licht" Österreich-Teil 899,1